# Aphrissa fluminensis
Espèce
Aphrissa fluminensis est une espèce de lépidoptères de la famille des Pieridae, de la sous-famille des Coliadinae, du genre Aphrissa.

## Description
Ce papillon est de couleur jaune avec une partie basale jaune d'or et une partie jaune plus clair sur le recto. Les antérieures sont finement bordées de marron. Le revers est plus clair. Dans sa description de 1921, l'auteur indique que cette espèce a une envergure de 52 mm et que cette espèce apparait en octobre.

## Écologie et distribution
Il est présent dans le nord de l'Amérique du Sud au Brésil, en Guyane et au Pérou.

## Aphrissa fluminensiset l'Homme

### Protection
Il n'a pas de statut de protection particulière.

## Systématique
L'espèce Aphrissa fluminensis a été décrite pour la première fois en 1921 par l'entomologiste brésilien Romualdo Ferreira d'Almeida (d) (1891-1969) sous le protonyme Catopsilia fluminensis,, à partir d'un spécimen mâle capturé à Corcovado (Rio de Janeiro, Brésil).

## Synonymie
- Catopsilia fluminensis - protonyme
- Catopsilia etiolata (Forbes, 1927)[4]
- Aphrissa statira palleola (Zikán, 1940)
- Phoebis (Aphrissa) statira statira discoflava (Bryk, 1953)

## Publication originale
- R. Ferreira d'Almeida (d), « Notes sur quelques lépidoptères d'Amérique du Sud », Annales de la Société entomologique de France, Paris, vol. 90,‎ 1921, p. 57-65 (ISSN 0037-9271, lire en ligne, consulté le 3 août 2023).